# Darkā Sar
Darkā Sar (persiska: دَركِه سَر, دركا سر) är en ort i Iran.   Den ligger i provinsen Mazandaran, i den norra delen av landet, 170 km nordost om huvudstaden Teheran. Antalet invånare är 422.
Terrängen runt Darkā Sar är mycket platt, och sluttar norrut. Runt Darkā Sar är det tätbefolkat, med 550 invånare per kvadratkilometer. Närmaste större samhälle är Sari, 13,3 km sydost om Darkā Sar. Trakten runt Darkā Sar består till största delen av jordbruksmark.